# Gać (Cuyavia y Pomerania)
Gać (pronunciación en polaco: /ɡat͡ɕ/; en alemán: Gatsch) es una aldea en el distrito administrativo de Gmina Grudziądz, dentro del condado de Grudziądz, Voivodato de Cuyavia y Pomerania, en el centro-norte de Polonia. Se encuentra a unos 4 kilómetros al sureste de Grudziądz y 50 kilómetros norte de Toruń.
El pueblo tiene una población de 224 habitantes.